# Fusariose du blé
 (mars 2021).
Si vous disposez d'ouvrages ou d'articles de référence ou si vous connaissez des sites web de qualité traitant du thème abordé ici, merci de compléter l'article en donnant les références utiles à sa vérifiabilité et en les liant à la section « Notes et références ».
La Fusariose du blé est une maladie fongique causée par la présence de champignons appartenant à la famille des Nectriaceae comme Fusarium graminearum, Fusarium poae (de) ou Fusarium avenaceum et au genre Microdochium tels que Microdochium nivale (pl). L’agent pathogène le plus répandu est Fusarium graminearum. Cette maladie se développe dans la culture du blé, comme son nom l’indique, mais aussi d’autres graminées comme l’orge commune, le seigle et le triticale dans une moindre mesure. Cette maladie est due à la libération de mycotoxines nuisibles aux céréales.
Les champignons émetteurs se situent dans le sol, ainsi toutes les régions du monde qui produisent des céréales sont touchées par cette maladie notamment l’Europe, l’Asie et l’Amérique du Nord qui est sûrement la région la plus touchée par celle-ci. On compte dans les années 1990 plus de 6,7 millions d’hectares de blé dans la zone à fusariose rien qu’en Chine. Aujourd’hui même si les moyens de lutte ont évolué, la fusariose reste au cœur d’importants débats.

## Symptômes
Les symptômes de la fusariose du blé sont homogènes sur toute la parcelle, ces complexes peuvent présenter différents symptômes selon l’espèce du pathogène. On peut retrouver des nécroses sur la feuille de couleur brune au niveau de la courbure, des lésions de couleur brune à la base des tiges qui pourrissent avec le temps et peuvent entrainer une verse du blé. Le blanchissement de l’épi ou une couleur rose-orangé des épillets sont des signes d’une infection. L’apparition d’une auréole noire sur les glumes du blé est aussi un signe indicateur.

## Traitement et prévention
Les stratégies de lutte contre la fusariose combinent le travail du sol, la rotation des cultures, l’utilisation préventive de produits phytosanitaires et le choix de semences résistantes.
Les résidus de culture, notamment du maïs, constituent des réservoirs d’inoculum ; leur enfouissement par un labour permet de limiter la propagation des maladies fongiques.
Les fongicides sont indiqués dès les premiers symptômes sur le blé. Les insecticides sont conseillés sur des cultures vulnérables aux blessures liées aux insectes (pyrales du maïs), portes d’entrée aux infections. Il s’agit également de réduire la dissémination de spores fongiques par les insectes.
Les nouvelles pratiques culturales, qui réduisent l’usage de pesticides de synthèse et le travail du sol, appellent l’utilisation de variétés plus résistantes aux agents pathogènes.

## Développement et prolifération des fusarioses
La prolifération de la fusariose a lieu durant la période de reproduction et se propage par diffusion des spores, après une hivernation de plusieurs années dans des résidus de plante infectée sous forme de chlamydospores. Les débris végétaux, les semis trop profonds ou tardifs ainsi que les monocultures de graminées et les conditions climatiques humides durant la levée sont les principaux facteurs de risque du développement de ces champignons.

## Impact
Les impacts de la fusariose du blé sont multiples. D’abord d’un point de vue économique, cette maladie affecte la qualité du grain de blé produit et occasionne aussi une perte de rendement en diminuant le poids pour 1000 grains (PMG) d’environ 13,6 % et en réduisant le nombre de grains par épi. Elle est la cause de défaut de remplissage du grain, d’une dégradation du tégument, d’une altération des protéines comme le gluten. Lorsqu’elle touche l’orge elle entraîne la formation anormale de mousse dans la bière, appelée phénomène de gushing. En effet les grains contaminés sont plus petits et décolorés. L’installation supplémentaire nécessaire pour séparer les grains, si la présence de fusariose du blé est trop importante il faut déclasser le lot ce qui engendre une perte économique.
De plus elle est un problème de santé publique car elle est à l’origine de toxine impossible à éliminer ainsi des seuils réglementaires ont été mis en place pour protéger le consommateur.
À titre indicatif, en 1985 l’Organisation des Nations unies pour l'alimentation et l'agriculture a estimé que 25 % des récoltes mondiales sont contaminées par la fusariose.